# Nils Ragvaldsson
Nils Ragvaldsson (latin: Nicolaus Ragvaldi), född 1380-talet, död 17 februari 1448, var en svensk dekan, ärkebiskop av Uppsala stift från 1438 till sin död, samt dessförinnan biskop i Växjö stift. Han var också förelöpare till göticismen.

## Biografi
Nils Ragvaldsson föddes senast i början av 1380-talet, sannolikt son till väpnaren Ragvald Eriksson på Fjällskäfte, Floda socken i Södermanland. Han förde en hel lilja i sin vapensköld. Eventuell utbildning är okänd men indikationer finns på att han saknade sådan, se nedan.
Nils Ragvaldsson nämns 1409 som kanik i Strängnäs stift och 1420 som dekan. Han var 1421 uppsatt av Uppsala domkapitel på ärkebiskopsförslag, omtalas 1426 som biskop i Växjö stift och besökte Baselkonsiliet i Florens som det ene av Erik av Pommerns två sändebud. 1438 utsågs han genom postulation till ärkebiskop i Uppsala stift och erhöll i oktober samma år Baselkonsiliets bekräftelse på sin nya värdighet.
Nils Ragvaldsson intog under de närmast följande åren en medlande ställning mellan Karl Knutsson och dennes motståndare bland högadeln. Vid ett rådsmöte i Telge hus (senare känt som Södertälje) hösten 1439 föreslog han att hertig Kristofer av Bayern skulle utses till svensk kung. Han tillhörde sedermera under Kristofers regeringstid (1440−48) dennes trognaste anhängare.
Med rådets och kungens bifall byggde han en borg, Almarestäkets borg, vid Almarestäket, och han lät sammanfatta alla för Uppsala ärkestift gällande statuter i ett kompendium, Statuta synodalia. Nils skildras som en lärd, mild och välmenande man.

## Nils Ragvaldssons tal i Basel
Den 12 november 1434 höll Nils Ragvaldsson ett tal vid konciliet i Basel med anledning av rangfrågor mellan kyrkans representanter för de europeiska kungahusen. Han framlade då en formell protest emot att ingen såg till hans kungs höghet och rättigheter. I talet redogjorde han för kung Eriks härstamning, som enligt honom kunde spåras till goterna. Detta tal kom att inspirera till den götiska traditionen.
Talet anses allmänt ha varit dåligt underbyggt. Nils Ragvaldsson har förmodats saknat akademisk bildning, då han inte använder någon titel, trots att Johannes Magnus uppger att så var fallet. Delvis bygger talet på Ekkehard av Auras historieskrivning, som var influerad av Jordanes.